# Ікун-Шамаш
Ікун-Шамаш (аккад. 𒄿𒆪𒀭𒌓; д/н — 2453 до н. е.) — 1-й енісі-гал (верховний володар) Другого царства Марі близько 2500—2453 роках до н. е.

## Життєпис
Відомий зі статуї з написом, яку він присвятив богу Шамашу (була виявлена в місті Сіппар). У своїх написах Ікун-Шамаш використовував акадську мову, тоді як його сучасники на півдні користувалися шумерською мовою. Став засновником Другого царства держави Марі. відвоювавши землі Першого царства Марі у держави Кіш.
Проводив активну заграбницьку політику. Деякі дослідники вважають, що його володіння могли простягатися до міста Сіппар. Разом з тим висловлюється думка, що статую Ікун-Шамаша могли захопити вороги Марі у пізних спадкоємців останнього й перезти до Сіппару. Водночас вважається, що зміг просунутися доволі далеко на південь, підкоривши середню частину річки Євфрат та північ Вавилонії.
Йому спадкував Ікун-Шамаган.